# Friedrich Brinkmann (Denkmalpfleger)

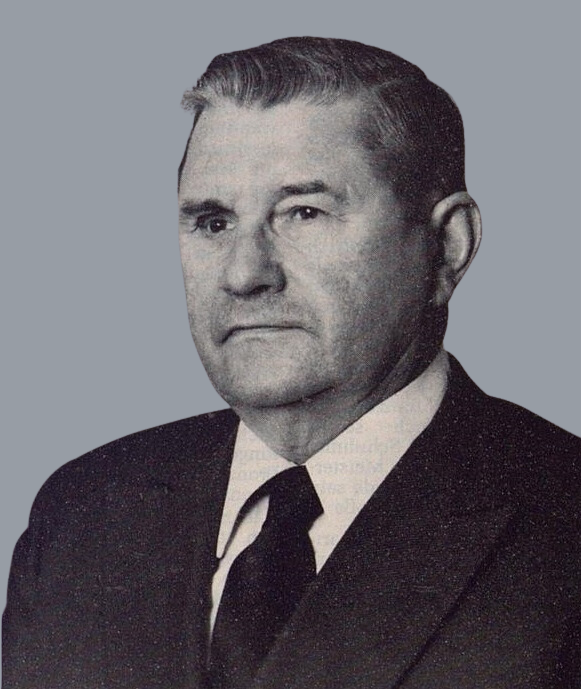
Friedrich Brinkmann (sen.)

Friedrich Brinkmann senior (* 4. November 1905 in Bückeburg; † 14. Juli 1980 in Petershagen) war ein deutscher Schuhmacher und Ortsheimatpfleger im Stadtteil Lahde der ostwestfälischen Stadt Petershagen. Zu seinen Aufgaben gehörte auch die ehrenamtliche Bodendenkmalpflege.
In Lahde legte er in zehnjähriger Grabungszeit ein früheisenzeitliches Gräberfeld frei, das mit 332 Bestattungen bis heute zu den größten dokumentierten Gräberfeldern in Westfalen gehört. Eine Vielzahl seiner Entdeckungen ist heute in Ausstellungen zur Ur- und Frühgeschichte Westfalens zu sehen.

## Leben
Geboren wurde Brinkmann 1905 in der zu Bückeburg gehörenden Ortslage Hackshorst am Rande des Schaumburger Waldes. Nach seiner Schulzeit erlernte er das Schuhmacherhandwerk. Während er in den Wintermonaten als Schuhmacher arbeitete, war er von Frühjahr bis Herbst als Heringsfänger auf hoher See. 1933 legte er die Prüfung zum Steuermann ab und 1937 erhielt er das Kapitänspatent für die „kleine Fahrt“. Im Zweiten Weltkrieg diente er bis zu seiner Verwundung und französischer Kriegsgefangenschaft in der Kriegsmarine.
Nach der Entlassung aus der Kriegsgefangenschaft kehrte er nach Lahde zurück und bestand 1948 die Prüfung zum Schuhmachermeister. 1950 eröffnete er an der Bahnhofstraße in Lahde ein Schuhgeschäft.
Sein Interesse an der Vorgeschichte und Archäologie weckten die Heimatpfleger Wilhelm Seele und Hermann Meyer. Sie führten ihn in die Geländearbeit ein und Brinkmann übernahm nach Ausscheiden der beiden die Tätigkeit als Lahder Ortsheimatpfleger. Vom nordrhein-westfälischen Kultusminister wurde er zum ehrenamtlichen Bodendenkmalpfleger berufen. In den über 30 Jahren seiner Tätigkeit nahm der in nahezu allen Geländebereichen des Amtes Windheim Begehungen vor. In Lahde deckte er in zehnjähriger Grabungszeit ein früheisenzeitliches Gräberfeld auf. Insgesamt konnten 332 Bestattungen dokumentiert werden.
Der ehemalige Kreisheimatpfleger Wilhelm Brepohl beschrieb in einem Nachruf auf Friedrich Brinkmann seine bleibenden Verdienste
„Es gibt nur wenige Geländeteile des früheren Amtes Windheim zu Lahde, die Friedrich Brinkmann nicht wiederholt begangen und überprüft hat, kaum einen Hausbau, eine Straßenausschachtung, eine Kiesgrube, die er nicht überwacht hat. Aus jeder Gemarkung des Amtsbezirkes hat er wichtige Neufunde erfasst und sie der Forschung zugänglich gemacht, vom Faustkeil der älteren Steinzeit aus Heimsen, der guterhaltenen Bronzelanzenspitze vom Typ Bagterp und der Klinge eines verzierten Bronzedolches vom Typ Sögel, beides Grabbeigaben der frühen norddeutschen Bronzezeit aus Bierde, bis zu der als Urne verwandten Bronzesitula vom rheinisch-tessinischen Typ aus der Latènezeit um 500 v. Chr., gefunden in Döhren. Unter vielen anderen ist wohl sein bedeutendster Erfolg die Entdeckung des Begräbnisplatzes an der Talmühle in Lahde, des größten, der je im östlichen Westfalen untersucht worden ist, mit über 400 Bestattungen aus der mittleren und jüngeren Bronzezeit und der späten römischen Eisenzeit....
Friedrich Brinkmann sen. verstarb am 14. Juli 1980 an den Folgen eines schweren Verkehrsunfalls.

## Liste seiner Entdeckungen (Auswahl)
- Der Faustkeil der älteren Steinzeit aus Heimsen
- Die Bronzelanzenspitze vom Typ Bagterp und die Klinge eines verzierten Bronzedolches vom Typ Sögel aus Bierde[6] (Ausgestellt im Westfälischen Museum für Archäologie)[7]
- Das jungbronzezeitlich–früheisenzeitliche Gräberfeld an der Talmühle in Lahde[8]
- Der archäologische Fundplatz Auf den Ufern in Petershagen-Lahde
- Bronzesitula vom rheinisch-tessinischen Typ aus der Latènezeit um 500 v. Chr. aus Döhren (Ausgestellt im Westfälischen Museum für Archäologie)[9]

## Sammlung Friedrich Brinkmann
Die Ausstellung der „Sammlung Friedrich Brinkmann“ wurde 2023 im Archiv der Stadt Petershagen in Neuenknick von Bürgermeister Dirk Breves eröffnet. Sie umfasst mehrere Tausend Artefakte, die Friedrich Brinkmann im Laufe seiner Forschungstätigkeit zusammengetragen hat. Es handelt sich dabei um die erste und einzige archäologische Sammlung der Stadt Petershagen, die für die Öffentlichkeit zugänglich ist.
Die Sammlung soll an das Schaffen des ehemaligen Bodendenkmalpflegers erinnern und den Besuchern einen Einblick in die Ur- und Frühgeschichte in der heutigen Stadt Petershagen geben. Die Aufarbeitung der Sammlung erfolgte durch eine Arbeitsgruppe der Gesellschaft zur Förderung der Bodendenkmalpflege im Kreis Minden-Lübbecke e.V. in Zusammenarbeit mit der Stadt Petershagen im Stadtarchiv. Für die Aufarbeitung und Ausstellung der Sammlung wurde die „Arbeitsgruppe Sammlung Friedrich Brinkmann“ der Gesellschaft zur Förderung der Bodendenkmalpflege im Kreis Minden-Lübbecke e.V. im Oktober 2023 mit dem dritten Platz des Heimatpreises der Stadt Petershagen ausgezeichnet. Bei der Aufarbeitung handelt es sich mit über 1.000 ehrenamtlich abgeleisteten Arbeitsstunden um das bisher intensivste und umfangreichste archäologische Citizen-Science-Projekt im Kreis Minden-Lübbecke.

## Friedrich-Brinkmann-Archäologiepreis

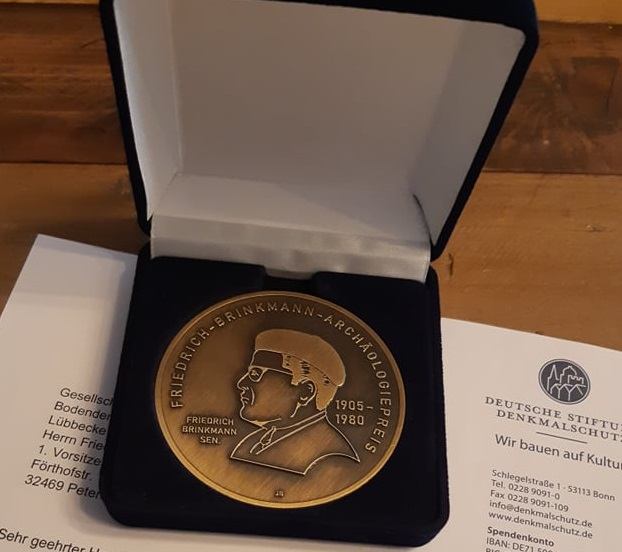
Die bronzene Medaille des Friedrich-Brinkmann-Archäologiepreis

2022 lobte die Gesellschaft zur Förderung der Bodendenkmalpflege im Kreis Minden-Lübbecke e.V. den Friedrich-Brinkmann-Archäologiepreis erstmals aus. Ideell wird der Preis von der Deutschen Gesellschaft für Kulturgutschutz e.V. unterstützt. Auch die frühere Landrätin des Kreises Minden-Lübbecke Anna Katharina Bölling unterstützte den Archäologiepreis. Ihr Nachfolger Ali Dogan unterstützt den ersten Archäologiepreis im Landkreis ebenso.
Die Deutsche Stiftung Denkmalschutz übernahm die Kosten für die Prägung der Medaillen, die den Preisträgern im Zuge der Preisverleihung übergeben werden.
Mit dem Friedrich-Brinkmann-Archäologiepreis soll herausragendes Engagement auf den Gebieten der Archäologie, der Heimatforschung, der Vermittlung des Denkmalschutzgedankens sowie der Förderung der Zusammenarbeit von amtlicher und bürgerlicher Bodendenkmalpflege – vor allem im Kreis Minden-Lübbecke – gewürdigt werden.
Das Wirken Einzelner oder von Organisationen in der Archäologie oder Bodendenkmalpflege in Deutschland, welches einen hohen Beispielcharakter aufweist oder sich bis in den Mühlenkreis positiv auswirkt, kann ebenfalls mit dem Preis ausgezeichnet werden.
Das Vorschlagsrecht ist nicht beschränkt, lediglich Eigenbewerbungen sind unzulässig. Die Bewertung der eingehenden Vorschläge erfolgt durch ein Komitee des Vereins. Die Auszeichnung ist explizit nicht nur akademischen Wissenschaftlern vorbehalten, sondern richtet sich an alle Engagierten in den zuvor genannten Bereichen.
2023 wurde Hermann Kleinebenne aus Petershagen für seine beispiellosen Bemühungen um eine wissenschaftlich angelegte Dokumentation zum Bodendenkmal Arbeitserziehungslager Lahde, seiner Verdienste um die Völkerverständigung in diesem Zusammenhang und seines herausragenden Engagements auf dem Gebiet der Heimatforschung und der Vermittlung des Denkmalschutzgedankens ausgezeichnet. Des Weiteren wurde 2023 Thomas van Lohuizen aus Brühl für seine jahrzehntelangen Bemühungen um die Archäologie sowie die Vermittlung des Denkmalschutzgedankens und der Förderung der Zusammenarbeit von amtlicher und bürgerlicher Bodendenkmalpflege im rheinländischen Landesteil von Nordrhein-Westfalen, welche einen hohen Beispielcharakter aufweist, mit dem Preis geehrt.
|      | Preisträger               |             |
| ---- | ------------------------- | ----------- |
| 2023 | Hermann Kleinebenne       | Petershagen |
| 2023 | Thomas van Lohuizen M.Sc. | Brühl       |

## Familiäres
Die Familie Brinkmann gilt als eine „Dynastie der Geschichtsinteressierten“. Nicht nur Friedrich Brinkmann sen. hatte sich der Ur- und Frühgeschichte verschrieben und durch sein Wirken zu einem unter Archäologen anerkannten Experten gewandelt. Sein Sohn Werner Brinkmann hatte sich der Paläontologie verschrieben und tausende Funde zusammengetragen. Der ältere Sohn Friedrich Brinkmann jun., später Leiter der Realschule in Petershagen, hatte sich auch als Ortsheimatpfleger für die Aufarbeitung der Geschichte des Arbeitserziehungslagers Lahde eingesetzt und seine Forschung unter dem Titel: „Das Arbeitserziehungslager Lahde 1943-1945“ publiziert. Ina Brinkmann, die Enkelin von Friedrich Brinkmann sen., ist heute Pastorin in Büsum und ihrer Heimatgeschichte verbunden. Sie ist Mitglied der Gesellschaft zur Förderung der Bodendenkmalpflege im Kreis Minden-Lübbecke e.V.

## Schriften (Auswahl)
- Der Heringsfang als Erwerbszweig im Amt Windheim im Wandel der Zeit  in Mindener Geschichtsblätter 44 (1972)
- Matrosen aus dem Mindener Land auf Heringsfang in der Nordsee um 1925 in Mindener Geschichtsblätter 44 (1972)
- Bodenfunde verschiedener Zeitalter in Lahde als Dokumente einer frühen Besiedlung in Mindener Geschichtsblätter 45 (1973)
- Die Kiesgrube Brunkhorst in Lahde: ein Beispiel für Kiesgruben als Fundstellen der Vor- und Frühgeschichte in Mindener Geschichtsblätter 45 (1973)
- Zur Vor- und Frühgeschichte im früheren Amtsbezirk Windheim in Mindener Geschichtsblätter 48 (1976)
- Wo lag Bodendorf? Ein Beitrag zur Siedlungsgeschichte des Kirchspiels Frille in Mindener Geschichtsblätter 52 (1980)

## Links
- Gesellschaft zur Förderung der Bodendenkmalpflege im Kreis Minden-Lübbecke e.V.